# Kottoli, Virajpet
Kottoli là một làng thuộc tehsil Virajpet, huyện Kodagu, bang Karnataka, Ấn Độ.